# Vaskor
A vaskor régészeti korszak, az egyes népek fejlődésének az a fázisa, amikor a vaseszközök (szerszámok és fegyverek) használata kiemelkedő. Egyes korai társadalmakban a vas használatának térnyerése más változásokkal esett egybe, például új földművelési módokkal, vallási elképzelésekkel és művészeti stílusokkal, jóllehet ez nem minden esetben figyelhető meg.
A vaskor a legtöbb helyen az ún. háromkorszak-rendszer utolsó szakasza, a kőrézkor és a bronzkor után. Időbeli kiterjedése országonként és földrajzi régiónként változik. Hagyományosan az i. e. 12. századot tekintik a vaskor kezdetének a Közel-Keleten, Indiában és Görögországban. Az első nagy mértékben vasat használó állam a Hettita Birodalom volt az i. e. 14. században, innen jutott el a görögökhöz is. Európa más területein jóval későbbre teszik a kezdetét: Közép-Európában az i. e. 8. századra, Észak-Európában pedig csak az i. e. 6. századra. A vashasználat (olvasztás és szerszámok kovácsolása) i. e. 1200 körül jelent meg a nyugat-afrikai Nok kultúrában. A korszak végét a Mediterráneumban a hellenisztikus kor illetve a Római Birodalom kezdetére, Indiában a buddhizmus és a dzsainizmus kezdetére, Kínában a konfucianizmus kezdetére, Észak-Európában pedig a kora középkor beköszöntére teszik.

## Európai vaskor

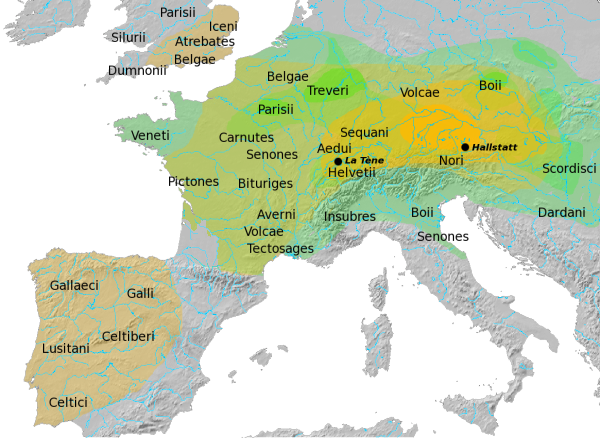
A hallstatti kultúra és a La Tène kultúra elterjedése. A fő Hallstatt terület (i. e. 800.) narancssárga színű, a terjeszkedés (i. e. 500. körül) sárga színű. A La Tène kultúra (i. e. 450.) zöld színű, a végső La Tène elterjedés (i. e. 50.) világoszöld színű. A nagyobb kelta törzsek neve fekete felirattal

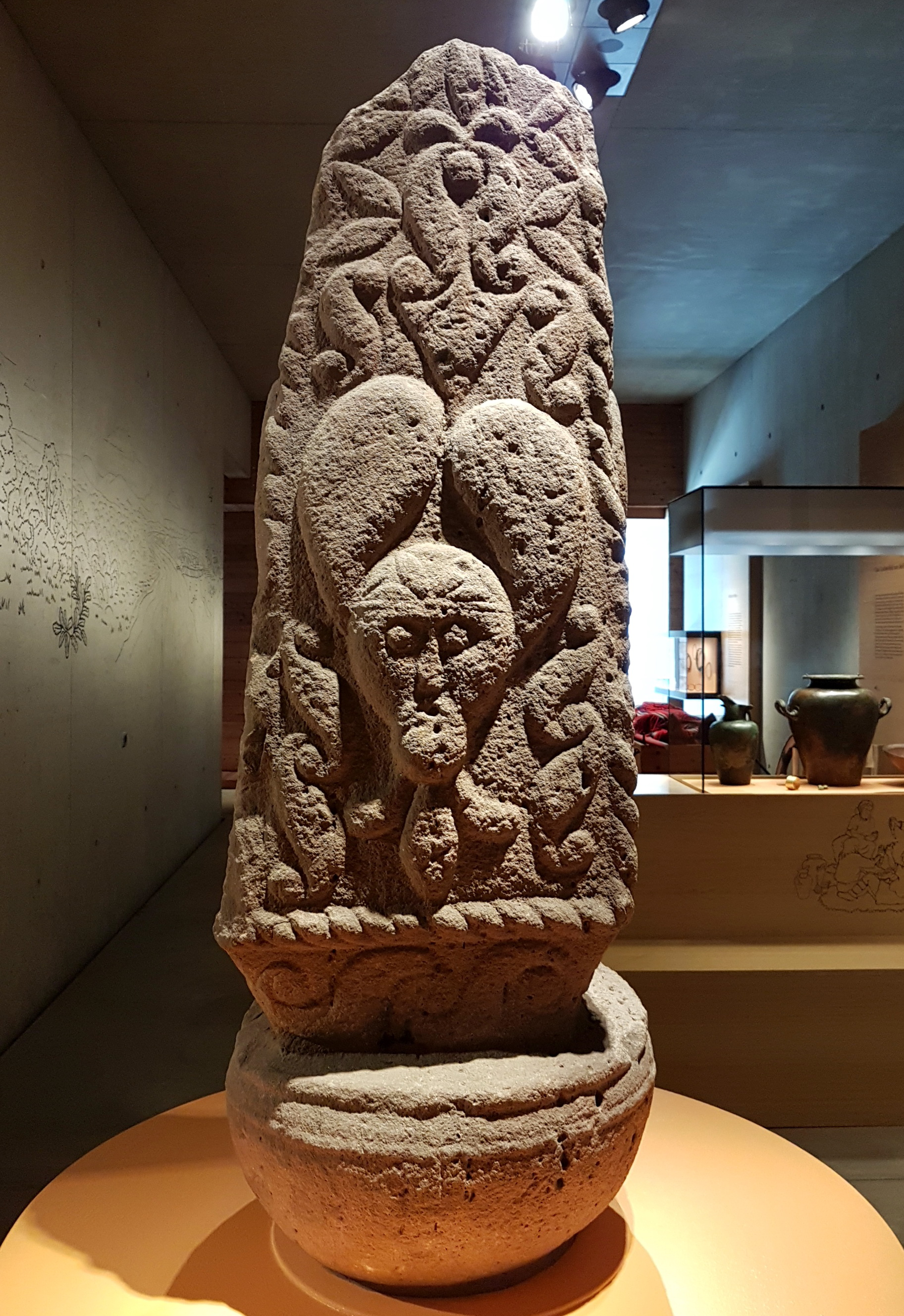
Pfalzfeldi lángoszlop, La Tène-kultúra, Németország

A vaskort (i. e. 8. század – i. sz. 1. század közepe) korai, középső és késői szakaszra bontják. A korai vaskor régészeti kultúráját az ausztriai Hallstattról, a késői vaskort a svájci La Tène-ről La Tène kultúrának nevezték el.
Míg a hallstatti kultúra több népcsoportot is magábafoglalt, a La Tène kultúra már csak a keltákhoz kötődik.

### Közép-európai vaskor

#### Kárpát-medencei vaskor
A Kárpát-medencei vaskor i. e. 8. század második felében alakult ki, úgy, hogy a legkorábbi vastárgyak már a bronzkor záró szakaszában (i. e. 9. század) megjelentek.
A vas ismerete két úton került a Kárpát-medence területére:
- a kelet-európai síkságon át, az Al-Duna mentén, a balkáni kultúrák közvetítésével;
- a balkáni és itáliai kultúrák közvetítésével (fáziskéséssel) nyugat felől.

A keletről érkező, Borsod és Heves megyét, valamint a Közép-Tiszavidéket és az erdélyi Maros-völgyet megszálló mezőcsáti kultúra lovasnépei a preszkíták és kimmerek voltak.
A kultúra névadó lelőhelye Mezőcsát-Hörcsögös, ahol csontvázas (korhasztásos) temetőt tártak fel. Településeiket még nem sikerült megtalálni.

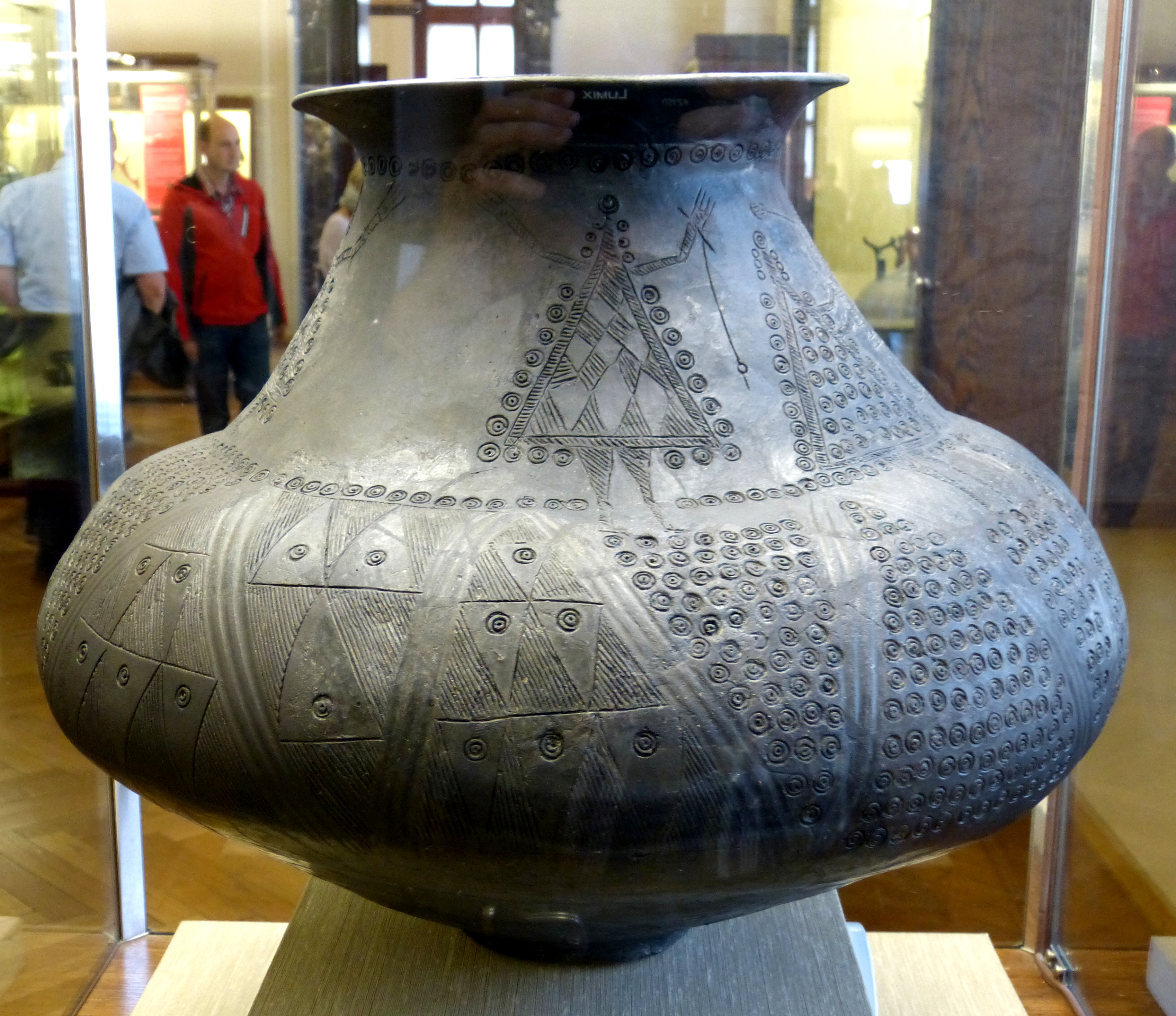
Fonás ábrázolása a Várhelyen talált urnán (Naturhistorisches Museum, Bécs)

A hallstatti kultúra elnevezése egy ausztriai lelőhelyből (Hallstatt, Salzburgtól 80 km) ered.
A Dunántúlon a Hallstatt C (i. e. 7. század) és D (i. e. 6. század) időszak a kora vaskor.
Anyagi kultúrájukban nyugati valamint keleti és déli (balkáni és itáliai Villanova kultúra), hatások mutathatók ki.
Az elhunytakat hamvasztást követően temették el halomsír (tumulus) alá, illetve a „köznépet” lapossíros temetőkben.
A Sopron melletti Várhelyen feltárt halomsírok egyikéből származik az a világhírű urna, amelyen ünnepi „körmenet”, fonás és szövésábrázolás látható. Néha előfordul a kocsival történő eltemetés, gyakrabban a lószerszámokkal, különleges mellékletek a bikafejjel díszített agyagedény és bronz situla (italkeverő edény), valamint az agyagból készített napszimbólumok, holdidolok.
Magaslati, sáncokkal védett településeik Sopron-Várhelyen, Süttő-Nagysáncon, Tihany-Óváron és Velem Szent Viden kerültek elő. Ezek mellett ismertek folyóvíz melletti erődített telepeik (Süttő-Nagysánctető, Csönge, Pilismarót-Szobi rév). A települések felszínre épített boronaházakból és földbe mélyített építményekből álltak.
A korszak dél-dunántúli lakosságát a pannonokkal, illírekkel és venétekkel azonosítják.
A magyarországi szkíta kor i. e. 560 körül, az északkeleti-Kárpátok hágóin történő bevándorlással kocsizó, pikkelypáncélos, vekerzugi kultúrának nevezett csoportok érkeztek.
Kapcsolataik az i. e. 5. század első negyedének végén megszűntek Kelettel. A helyi lakosság és a beköltözők keveredéséből alakult ki a Vekerzug-Hetény csoport.
Világhírű emlékei: a mezőkeresztes-zöldhalompusztai arany- és a tápiószentmártoni elektronszarvas pajzsdíszek, az égetett agyag testpecsételők, bronz tegezveretek és a „zenélő” sámánbot-díszeknek tartott bronzcsengők, bronzcsörgők.
A kelták (akiket a római források keltoi vagy galli néven említenek) civilizációja az i. e. 5. század végén jelent meg a Kárpát-medencében.
A római hódításig (i. e. 1. század) tartó időszakot négy periódusra osztják.
A Kárpát-medencei kelták nyugatról és északról érkeztek, és a Duna-könyök térségét kivéve nem lépték át a folyót. Ettől keletebbre csak az i. e. IV. sz. második felében jutottak el. A középső és késő La Tène korszakban nagyobb sűrűsödés figyelhető meg a Tisza mentén Gávavencsellő és Tiszalök között és a Rétköz peremén, és innen hadjáratokat vezettek a Balkán felé,
Az ide érkező kelták halottaikat először korhasztással (csontvázas rítus), majd – a helyi lakossággal történő keveredést követően – hamvasztással temették el.
A kelták a vasfeldolgozást tömegméretekben végezték.
E korszak leletei között egyedülállónak számít a szalacskai pénzverő- és öntőműhely, a jászberény cserőhalmi sárkánydíszű, bronz ivókürt. Díszített kardjaik („magyar kard stílus” vagy „szép kard”)
Jellegzetes ékszerük volt (a sokszor az övet díszítő) maszkos üveggyöngy.
A leletek kifejlett vas-, zománc- és üvegiparukról tesznek tanúságot.
Edényeiket zömmel korongon készítették, és gyakran díszítéssel látták el. Az i. e. 5. században már fazekaskorongot is használtak, és kezdtek az edényeknek díszesebb alakot adni: állatküzdelem ábrázolásokkal, nagyobbrészt bepecsételt mértani rajzokkal (spirálok, koncentrikus körök) találkozunk rajtuk .
A Dél-Dunántúlon élő a pannonok, venétek, illírek és a kelták képezték később is a római kori Pannonia őslakosságát.
A kelták hegemóniáját az i. e. 1. században az Erdélyt uraló dákok törték meg, de az Alföldet nem ők, hanem a keletről érkező állattartó, iráni eredetű szarmaták foglalták el.
Előbb a jazigok érkeztek meg, később a rokszolánok csatlakoztak hozzájuk.
A szarmaták olyan részlegesen vízjárta területeken is megtelepedtek, melyeket más népek szabadon hagytak. Sokszor támadták a Római Birodalom tartományait.
A kelta és szkíta kultúra nagymértékben keveredett az Alföldön.